# Síntesis de aminoácidos
La síntesis de aminoácidos es el conjunto de procesos bioquímicos (rutas metabólicas) mediante los cuales se producen los distintos tipos de aminoácidos a partir de otros compuestos.
Los sustratos para estas reacciones se obtienen a partir de la dieta del organismo o bien del medio de cultivo. No todos los organismos son capaces de sintetizar todos los aminoácidos. Los seres humanos, por ejemplo, sólo son capaces de sintetizar 11 de los 20 aminoácidos que pueden encontrarse en su organismo, formando parte de sus proteínas o como intermediarios metabólicos. Los otros nueve se denominan aminoácidos esenciales y deben incorporarse a la dieta, lo mismo ocurre con la histidina durante periodos de crecimiento rápido.

## Precursores metabólicos y regulación enzimática
Un problema fundamental para los sistemas biológicos es la obtención de nitrógeno en una forma fácil de utilizar. Este problema se resuelve por la actuación de algunos microorganismos capaces de reducir la molécula inerte del nitrógeno gaseoso (N≡N) y producir dos moléculas de amoniaco mediante una de las reacciones bioquímicas más importantes. El amoniaco es la fuente de nitrógeno para la síntesis de todos los aminoácidos. Las cadenas principales de carbono provienen de la glucólisis, la ruta de la pentosa fosfato o del ciclo de Krebs.
La síntesis de aminoácidos está sujeta a regulación alostérica. Puesto que todos los aminoácidos, excepto la glicina son moléculas quirales, las rutas biosintéticas deben generar el isómero correcto con gran fidelidad. En cada una de las 19 rutas metabólicas restantes, la estereoisomería en el carbono α se establece mediante una reacción de transaminación  que implica al piridoxal fosfato. Casi todas las transaminasas que catalizan estas reacciones provienen de un antecesor común.
Los precursores metabólicos de los aminoácidos también son intermediarios metabólicos de otros procesos importantes del metabolismo. La ribosa 5 fosfato es un intermediario del metabolismo de las pentosas; el 3-fosfoglicerato que a su vez es el precursor de la eritrosa 4-fosfato es un importante intermediario de la glucólisis; el fosfoenolpiruvato uno de los últimos intermediarios de la glucólisis es también precursor de aminoácidos cuando se combina con eritrosa 4-fosfato; el piruvato es el compuesto resultante de la glucólisis. Así mismo dos intermediarios del ciclo de Krebs, el α-cetoglutarato y el oxalacetato, son también los dos más importantes precursores metabólicos de los aminoácidos.

## Aminoácidos derivados del α-cetoglutarato
Los cinco aminoácidos provenientes del α–cetoglutarato son glutamato glutamina, prolina, arginina y histidina.
Los seres humanos son capaces de sintetizar glutamato y, a partir de este, glutamina, prolina y arginina.
La síntesis de esta familia de aminoácidos comienza con el α-cetoglutarato, un intermediario del ciclo de Krebs. La concentración de α-cetoglutarato depende de la actividad metabólica dentro de la célula así como de la regulación enzimática.  En E. coli , la enzima citrato sintasa participa en la reacción de condensación que da inicio al ciclo del ácido cítrico y es fuertemente inhibida por la presencia de α-cetoglutarato y puede así mismo ser inhibida por DPNH o altas concentraciones de ATP. Esta es una de las regulaciones iniciales de la síntesis de la familia de aminoácidos del α-cetoglutarato. 
La regulación de la síntesis de glutamato a partir de α-cetoglutarato está sujeta al control regulador del ciclo del ácido cítrico y, además, la acción de masas depende de las concentraciones de los reactivos involucrados debido a la naturaleza reversible de las reacciones de transaminación y de la glutamato deshidrogenasa.
Glutamato
Como primer paso para la síntesis de los aminoácidos derivados del α-cetoglutarato, se sintetiza glutamato según la siguiente reacción, catalizada por la glutamato deshidrogenasa:
NH3 + α-cetoglutarato + NAD(P)H + H+ --> L-glutamato + NAD(P)++ H2O
Glutamina

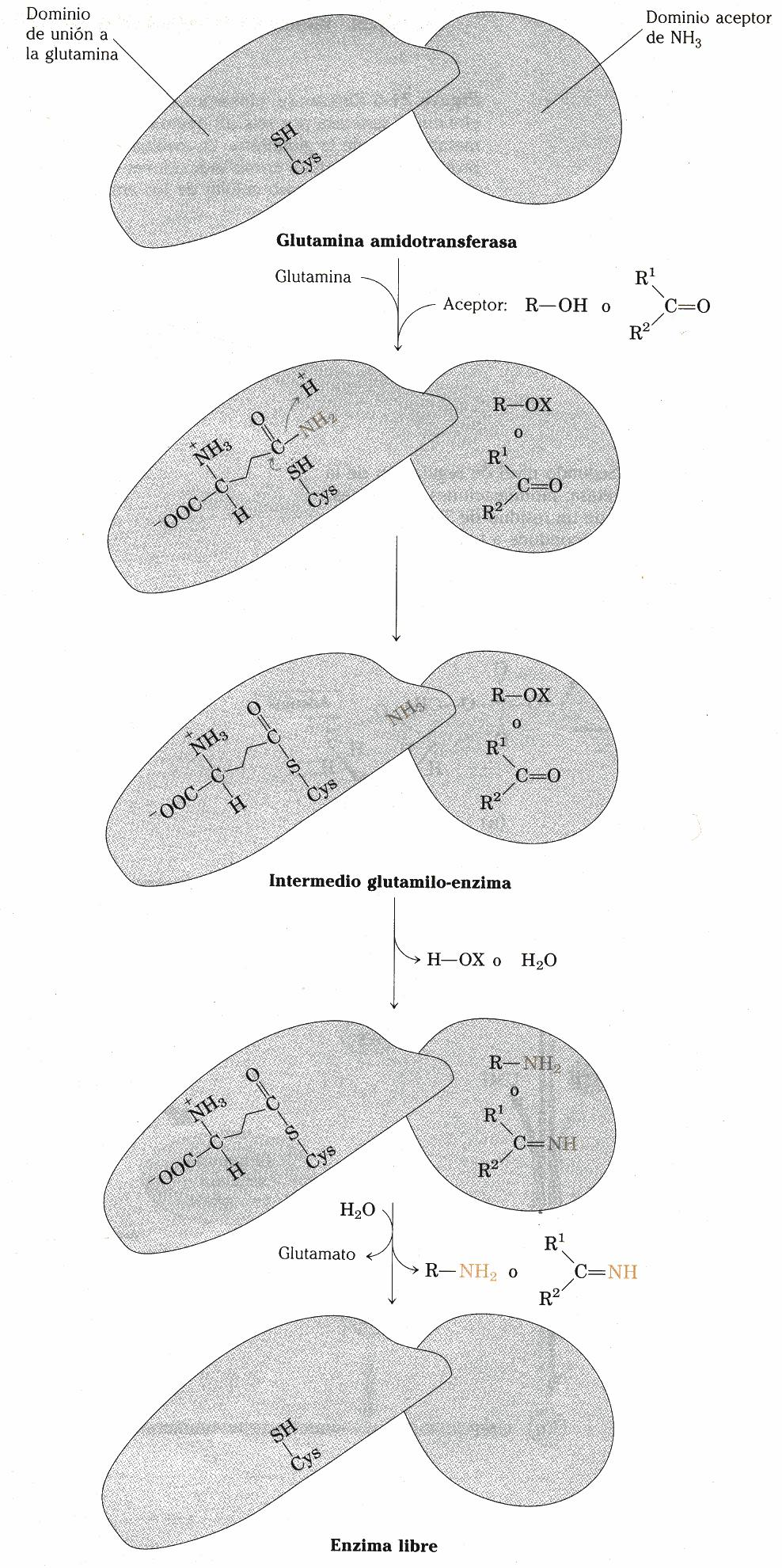
Síntesis de la glutamina, con sus respectivas enzimas e intermediarios

La glutamina se forma a partir del glutamato por medio de dos reacciones catalizadas por la glutamina sintetasa:
ATP + ácido glutámico <--> ADP + γ-glutamil-fosfato
γ-glutamil-fosfato + NH3 <--> Glutamina + Pi
La glutamina también se forma a partir del glutamato por medio de una serie de 5 reacciones descritas en la figura.
Prolina
La prolina es otro aminoácido no esencial que puede ser sintetizado a partir de α-cetoglutarato, por medio de las reacciones que aparecen en la figura:

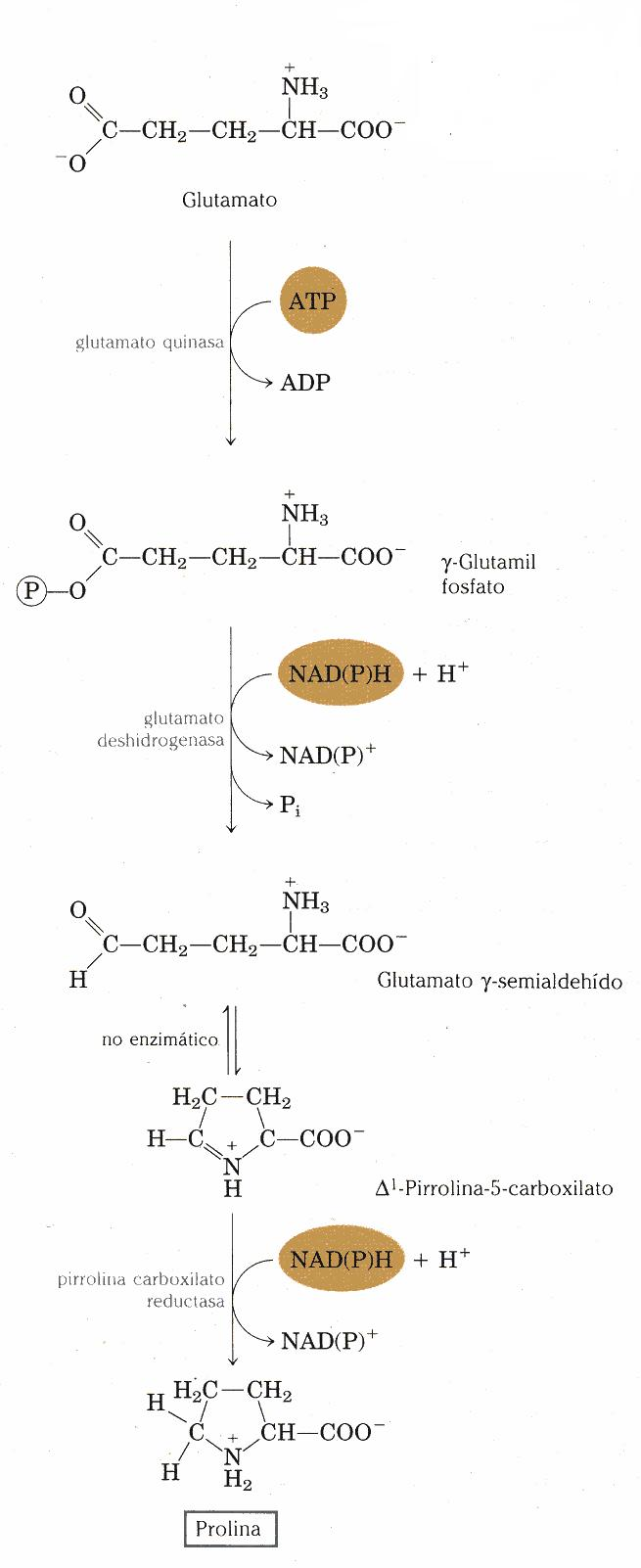
síntesis de prolina a partir de glutamato

## Aminoácidos derivados del oxalacetato
Los aminoácidos procedentes del oxalacetato son aspartato, asparagina, metionina, lisina y treonina.
Aspartato
La primera función es la síntesis de aspartato a partir de dos de los intermediarios del ciclo de Krebs.
Glutamato + oxalacetato <--> α-cetoglutarato + aspartato
Asparagina
El aspartato es el primer aminoácido producido a partir de oxalacetato. A partir de este se sintetiza la asparagina, mediante la siguiente reacción catalizada por la asparagina sintetasa:
NH3 + aspartato + ATP --> asparagina + ADP + Pi
Aspartato + glutamina + ATP ---> asparragina + AMP + PPi + H+
Otros derivados del oxalacetato
Los otros aminoácidos derivados del oxalacetato (metionina, treonina y lisina) no pueden ser sintetizadas por el ser humano.

## Aminoácidos derivados del 3-Fosfoglicerato
A partir del 3-fosfoglicerato, se puede sintetizar serina, glicina y cisteína.
Serina
La serina, se forma a través de varias transformaciones del 3-fosfoglicerato.
Glicina
La glicina es un producto directo de la serina.
Cisteína
Para la formación de la cisteína, se requieren dos aminoácidos, la serina y la metionina.
La principal función de la metionina, es de proporcionar el azufre (S) que tiene en su estructura, mientras que la serina proporciona el esqueleto de carbonos.

## Aminoácidos derivados del piruvato
Del piruvato se obtiene alanina, valina, leucina e isoleucina.
Alanina
La alanina se obtiene a través de la transaminación acoplada al piruvato.
Valina
La valina se obtiene a través de la transformación de piruvato mediante cuatro reacciones.
Isoleucina
El proceso de síntesis de la isoleucina comparte cuatro enzimas con el de la valina.
La isoleucina, se obtiene a través de cinco reacciones a partir de piruvato.
Leucina
La leucina, se obtiene a través de la misma ruta que la valina, pero el α-cetoisovalerato, toma una vía alternativa formando leucina.

## Aminoácidos aromáticos
El triptofano, la fenilalanina, y la tirosina son conocidos como aminoácidos aromáticos. La síntesis de los tres comparte una fase inicial, la formación de ácido corísmico a partir de fosfoenolpiruvato (PEP) y eritrosa-4-fosfato (E4P). el primer paso, la condensación de ácido 3-deoxy-D-arabino-heptulosonico 7-fosfato (DAHP) a partir de PEP/E4P, utiliza tres isoenzimas (AroF, AroG y AroH). La síntesis de cada una de ellas está regulada por la tirosina, la fenilalanina y el triptofano, respectivamente. Estas tres isoenzimas tienen la capacidad de ayudar a la síntesis de DAPH mediante inhibición por retroalimentación. Esto actúa en la célula  controlando las concentraciones de cada uno de los tres aminoácidos aromáticos. Cuando hay demasiada concentración de alguno de ellos, este controla alostéricamente la DAHP sintetasa, inactivándola. Con el primer paso de la ruta común desactivado, la síntesis de los tres aminoácidos se detiene. El resto de las enzimas de la ruta común (conversión del DAHP a ácido corísmico) parecen estar sintetizadas de forma constitutiva, excepto shikimato quinasa que puede ser inhibida por shikimato mediante inhibición mixta. Si se produce demasiado shikimato, este puede unirse a la shikimato quinasa para detener la producción.

## Aminoácidos derivados de la ribosa-5-fosfato
La histidina es el único aminoácido derivado de la ribosa-5-fosfato, sintetizándose a partir de la vía de las pentosas fosfato.